# محمد عبد الهادى عبد الفتاح
مقدم بحري: محمد عبد الهادي عبد الفتاح، عسكري مصري، كان رئيس عمليات الوحدات البحرية وقائد وحدات استخبارات عسكرية سرية، خلال حرب أكتوبر 1973.